# Steve Souza
Steve Souza est un chanteur de thrash metal américain né le 24 mars 1964.

## Biographie
Il a été le chanteur de The Legacy, renommé Testament, de 1983 à 1986. En 1987, il rejoint le groupe Exodus, un des leaders du thrash metal américain. Il y remplace le chanteur Paul Baloff. Avec Exodus, il enregistre Pleasures of the Flesh en 1987, puis Fabulous Disaster en 1989, qui est considéré comme un des meilleurs albums de thrash metal. Le groupe est dissout en 1992.
Steve Souza participe, en 2001, au festival Thrash of the Titans, en solidarité avec Chuck Billy. Il joue avec Testament, dont il a été le premier chanteur. En 2002, alors qu'Exodus s'est reformé avec Paul Baloff, ce dernier meurt d'une crise cardiaque. Le groupe demande alors à Souza de les rejoindre, et enregistre avec lui un nouvel album. En 2005, avec d'autre membres de Exodus, Steve Souza quitte le groupe.
Depuis 2006, il rejoint Dublin Death Patrol, groupe composé aussi de Chuck Billy, chanteur de Testament et de Willy Lange, bassiste de Lääz Rockit. Il fait aussi partie de Tenet, un projet créé avec Gene Hoglan, Byron Stroud, Glen Alvelais et Jed Simon, le temps d'un album.
Depuis 2010, Steve Souza a créé son propre groupe, Hatriot, avec ses deux fils.
Le 8 juin 2014 Exodus annonce le départ de leur chanteur Rob Dukes et son remplacement par Souza.

## Discographie

### Avec Exodus
- Pleasures of the Flesh (1987)
- Fabulous Disaster (1989)
- Impact is Imminent (1990)
- Good Friendly Violent Fun (1991)
- Force of Habit (1992)
- Tempo of the Damned (2004)
- Blood In Blood Out (2014)

### Avec Testament
- Legacy Demo (demo) (1985)
- First Strike Still Deadly (invité sur deux morceaux) (2001)

### Avec Dublin Death Patrol
- DDP 4 Life (2007)
- Death Silence (2012)

### Avec Tenet
- Sovereign (2009)

### Avec Hatriot
- Heroes of Origin (2013)
- Dawn of the New Centurion (2014)